# کورتینگ هانوفر
کورتینگ هانوفر (انگلیسی: Körting Hannover) شرکت مهندسی صنایع آلمانی است، که در سال ۱۸۷۱ تأسیس شد.